# Melanerpes
Melanerpes este un gen de ciocănitoare din familia Picidae care se găsește în America. Cei 24 de membri ai genului sunt, în mare parte, păsări colorate, cu dungi vizibile în alb și negru, cu unele roșii și galbene.

## Taxonomie
Genul Melanerpes a fost introdus de ornitologul englez William John Swainson în 1832 pentru a găzdui ciocănitoarea cu cap roșu (Melanerpes erythrocephalus). Numele generic combină greaca veche melas care înseamnă „negru” cu herpēs care înseamnă „cățărător”. Genul face parte din marele trib Melanerpini, care include, de asemenea, ciocănitoarele nord-americane din genul Sphyrapicus și genul monotipic Xiphidiopicus care conține doar ciocănitoarea verde cubaneză (Xiphidiopicus percussus).

## Specii
Genul include 24 de specii:
- Melanerpes candidus – ciocănitoare albă
- Melanerpes lewis – ciocănitoarea lui Lewis
- Melanerpes herminieri
- Melanerpes portoricensis
- Melanerpes erythrocephalus – ciocănitoare cu cap roșu
- Melanerpes formicivorus – ciocănitoare de ghindă
- Melanerpes cruentatus – ciocănitoare cu ciuf galben
- Melanerpes flavifrons – ciocănitoare cu față galbenă
- Melanerpes chrysauchen – ciocănitoare cu gât auriu
- Melanerpes pulcher – ciocănitoare columbiană
- Melanerpes pucherani – ciocănitoare cu mască
- Melanerpes cactorum – ciocănitoare cu frunte albă
- Melanerpes striatus – ciocănitoare haitiană
- Melanerpes radiolatus – ciocănitoare jamaicană
- Melanerpes chrysogenys – ciocănitoare mexicană
- Melanerpes hypopolius – ciocănitoare cu piept cenușiu
- Melanerpes pygmaeus
- Melanerpes rubricapillus – ciocănitoare cu coroană roșie
- Melanerpes uropygialis – ciocănitoare de deșert
- Melanerpes hoffmannii
- Melanerpes aurifrons – ciocănitoare cu frunte aurie
- Melanerpes santacruzi
- Melanerpes carolinus
- Melanerpes superciliaris

## Galerie

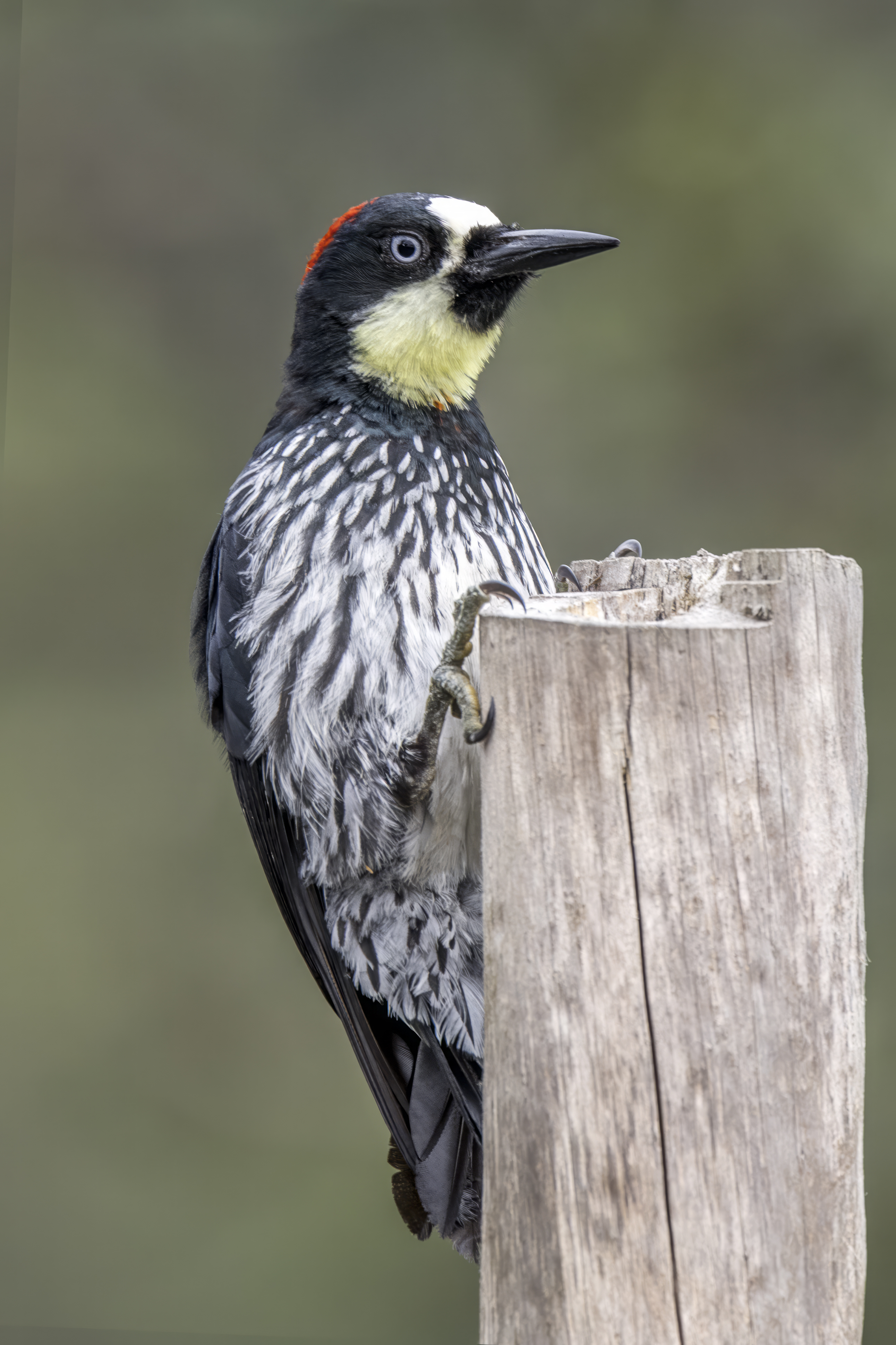
Ciocănitoare de ghindă
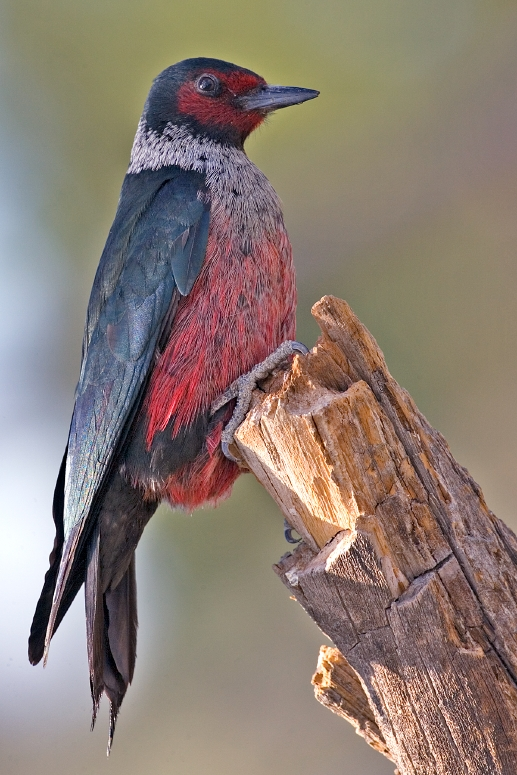
Ciocănitoarea lui Lewis
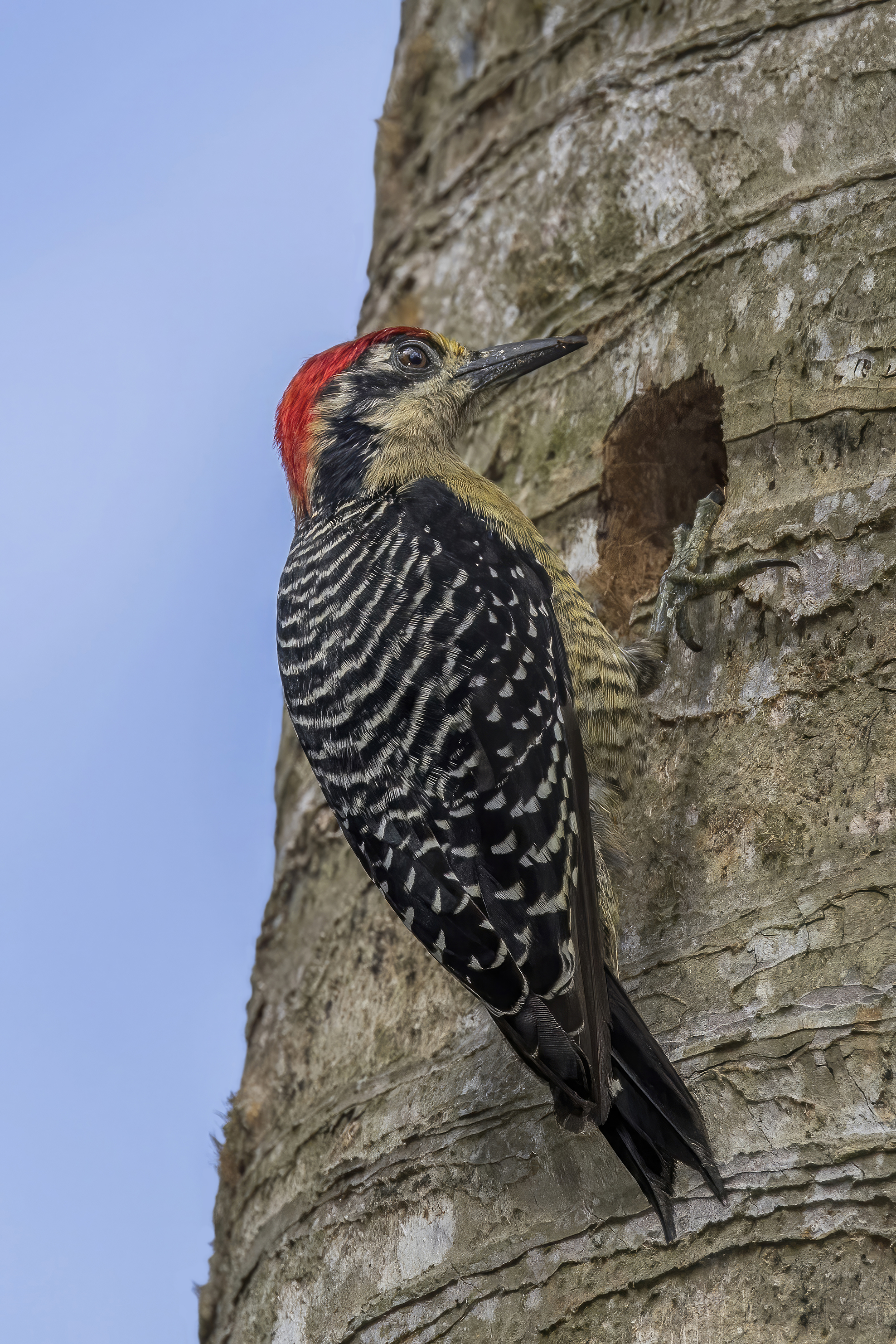
Ciocănitoare cu mască
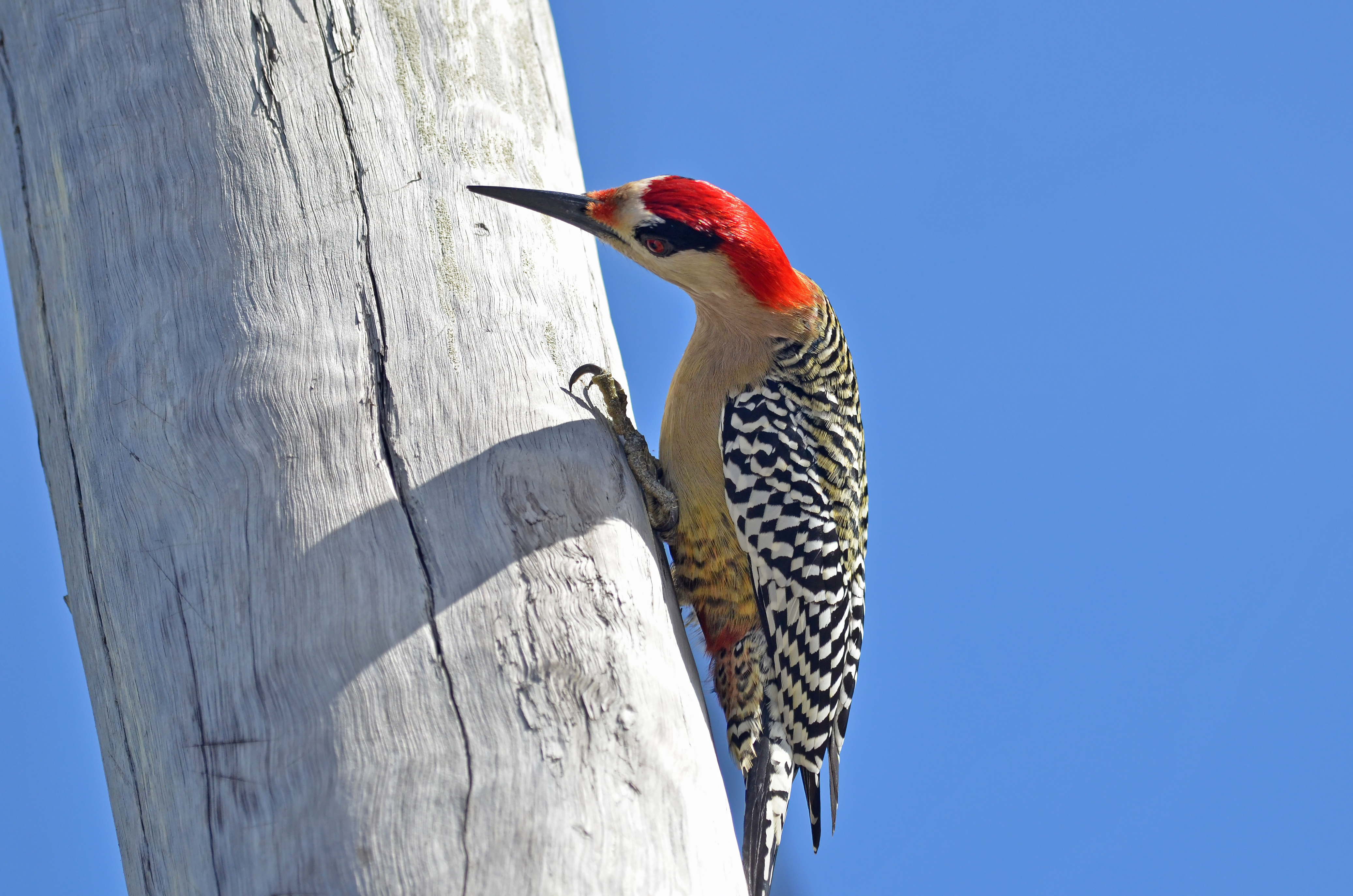
Melanerpes superciliaris
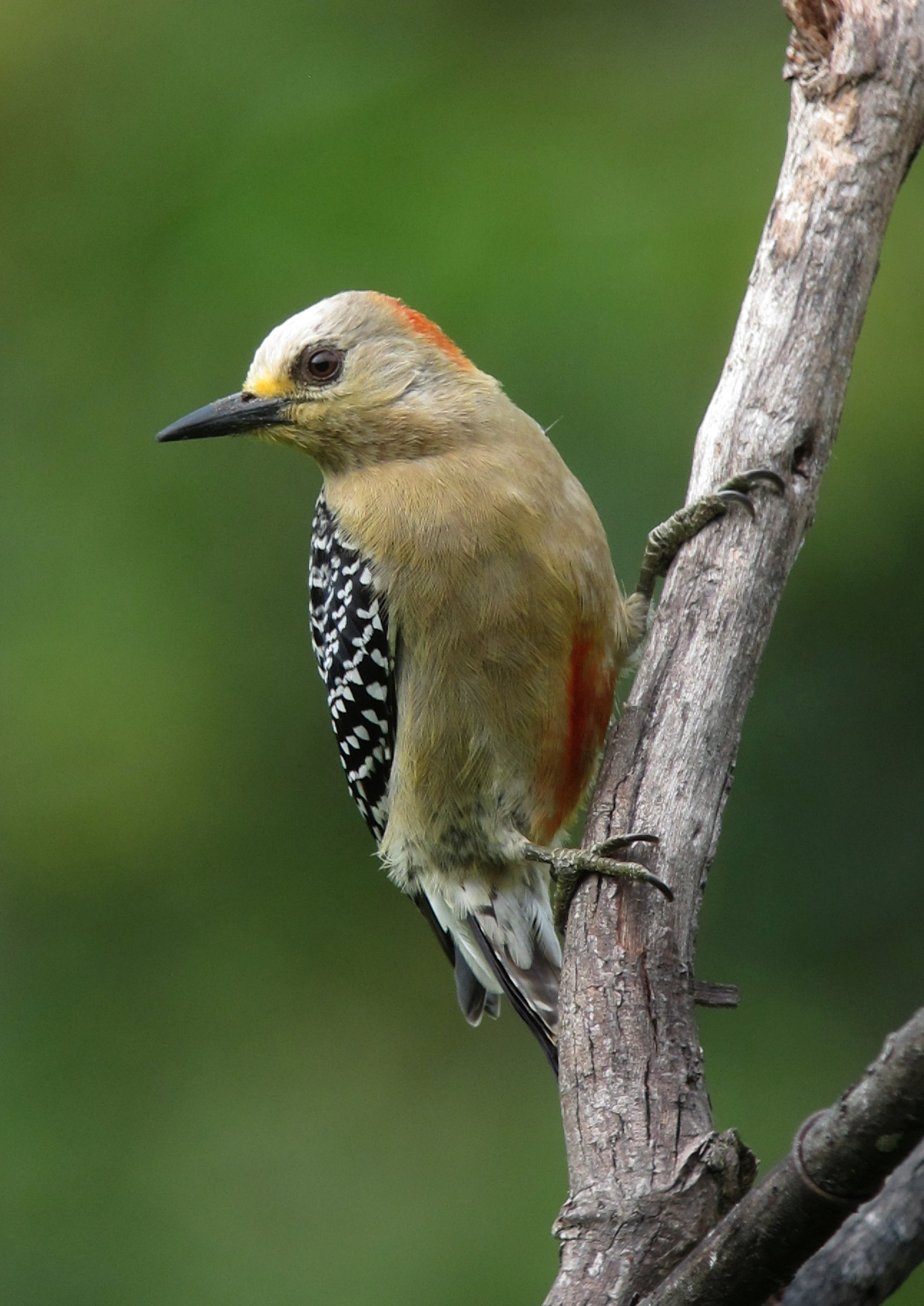
Ciocănitoare cu coroană roșie
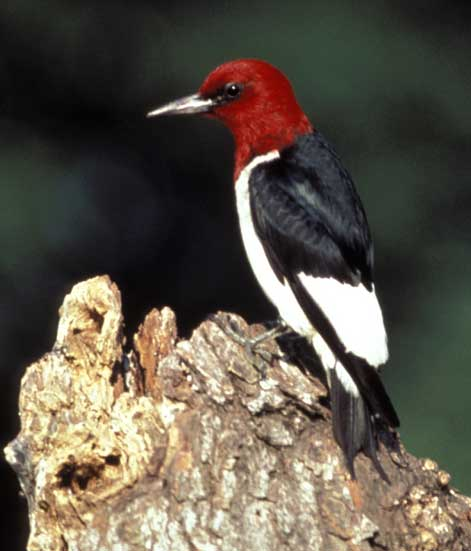
Ciocănitoare cu cap roșu
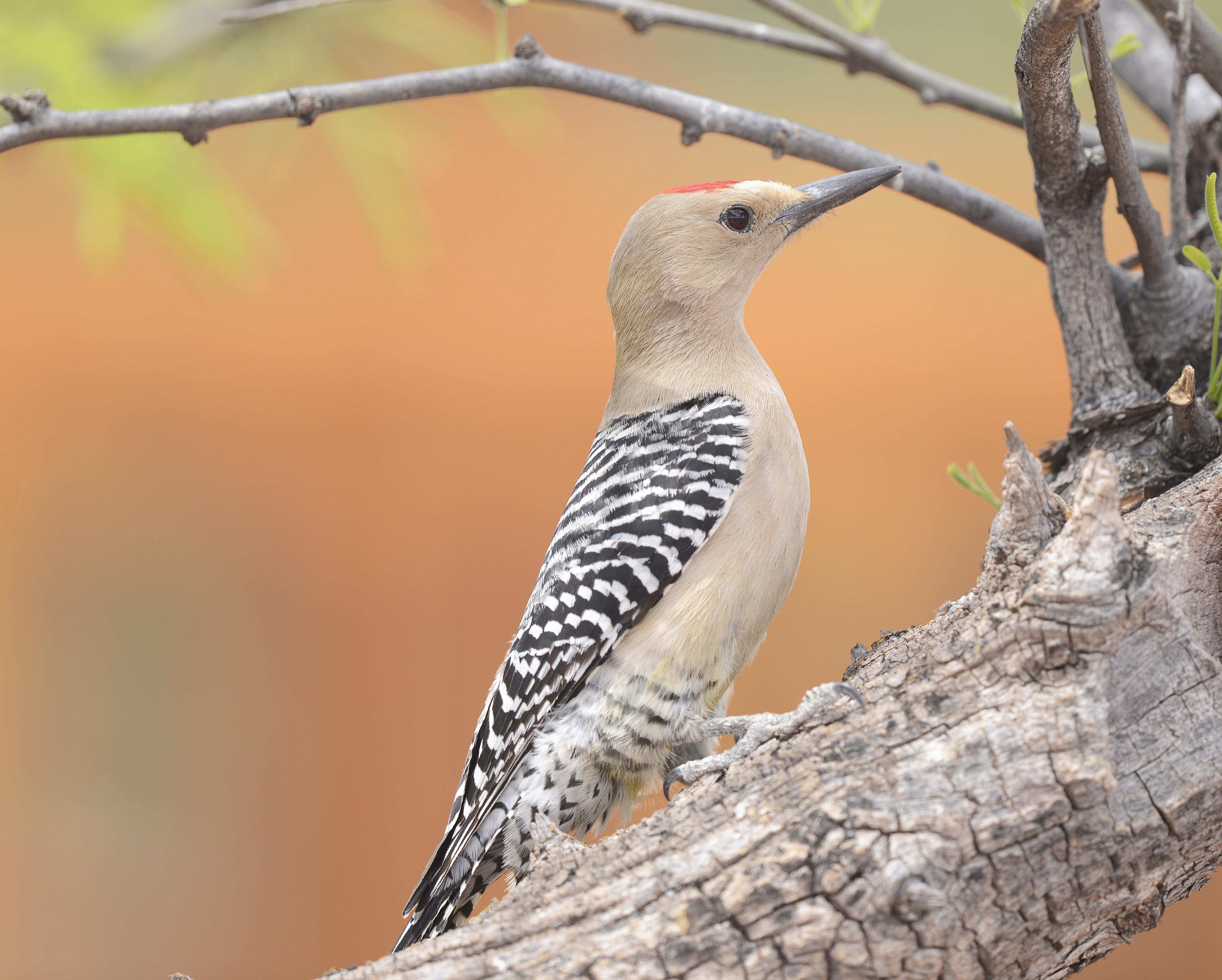
Ciocănitoare de deșert